# Bempflingen
Bempflingen este o comună din landul Baden-Württemberg, Germania.